# Констан Тройон
Конста́н Тройо́н (фр. Constant Troyon; 28 серпня 1810, Севр — 21 лютого 1865, Париж) — французький художник, пейзажист й анімаліст, представник Барбізонської школи живопису.

## Життя та творчість
Констан Тройон, як і його батько, з юності працював художником з розпису порцеляни на Севрській порцеляновій мануфактурі. У 21 рік молодий художник починає створювати перші пейзажі. Навчався у К. Ж. Рокплана, який познайомив Тройона з художниками Теодором Руссо, Жюлем Дюпре та іншими барбізонцями. 
1846 року Тройон приїздить до Гааги. Тут він побачив полотно Паулюса Поттера «Молодой бугай», яке справило на нього велике враження. 
У Нідерландах Тройон вивчає творчість Рембрандта та виробляє свій особливий художній стиль при зображенні тварин, який приніс йому міжнародне визнання. Одним з його великих шанувальників був імператор Наполеон III.
Свої кращі роботи Тройон створив між 1850 і 1864 роками. 
Творчість К.Тройона була високо оцінена українськими художниками С.Васильківським та М.Самокишем, які копіювали його роботи під час подорожі до Франції після закінчення Петербурзької Академії мистецтв. (Н.Ю.Асеева. Украинское искусство и европейские художественные центры ... с.29, 70).
Помер художник у 1865 році у стані психічного розладу. Похований на кладовищі Монмартр у Парижі. Все життя залишався неодруженим. Мати художника після його смерті запровадила премію Тройона при паризькій Школі красних мистецтв за кращі роботи в жанрі анімалістичного живопису. Учнями К.Тройона були художники-анімалісти Еміль ван Марке, Антон Брайт, Крістіан Малі.

## Галерея

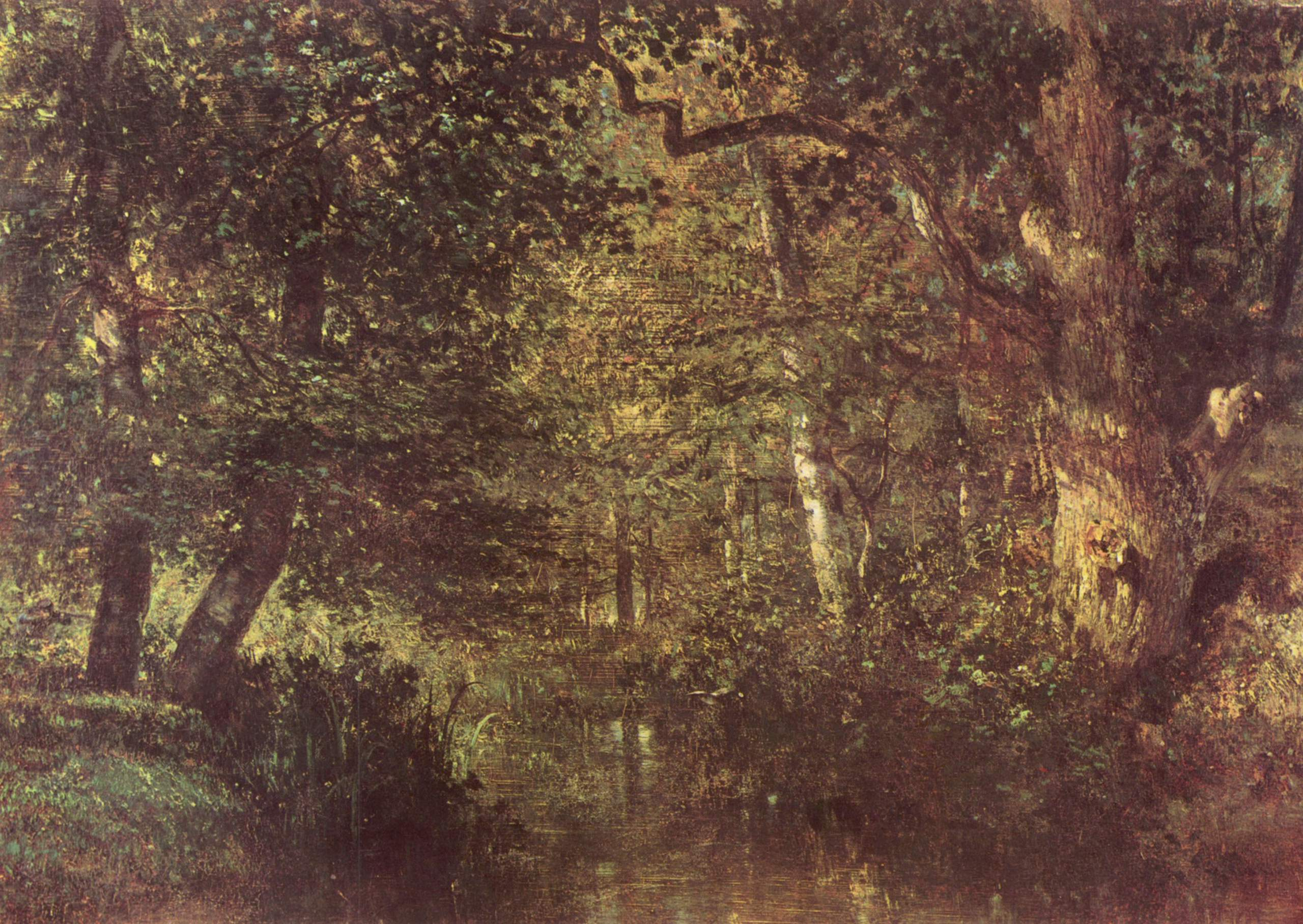
Струмок у лісі
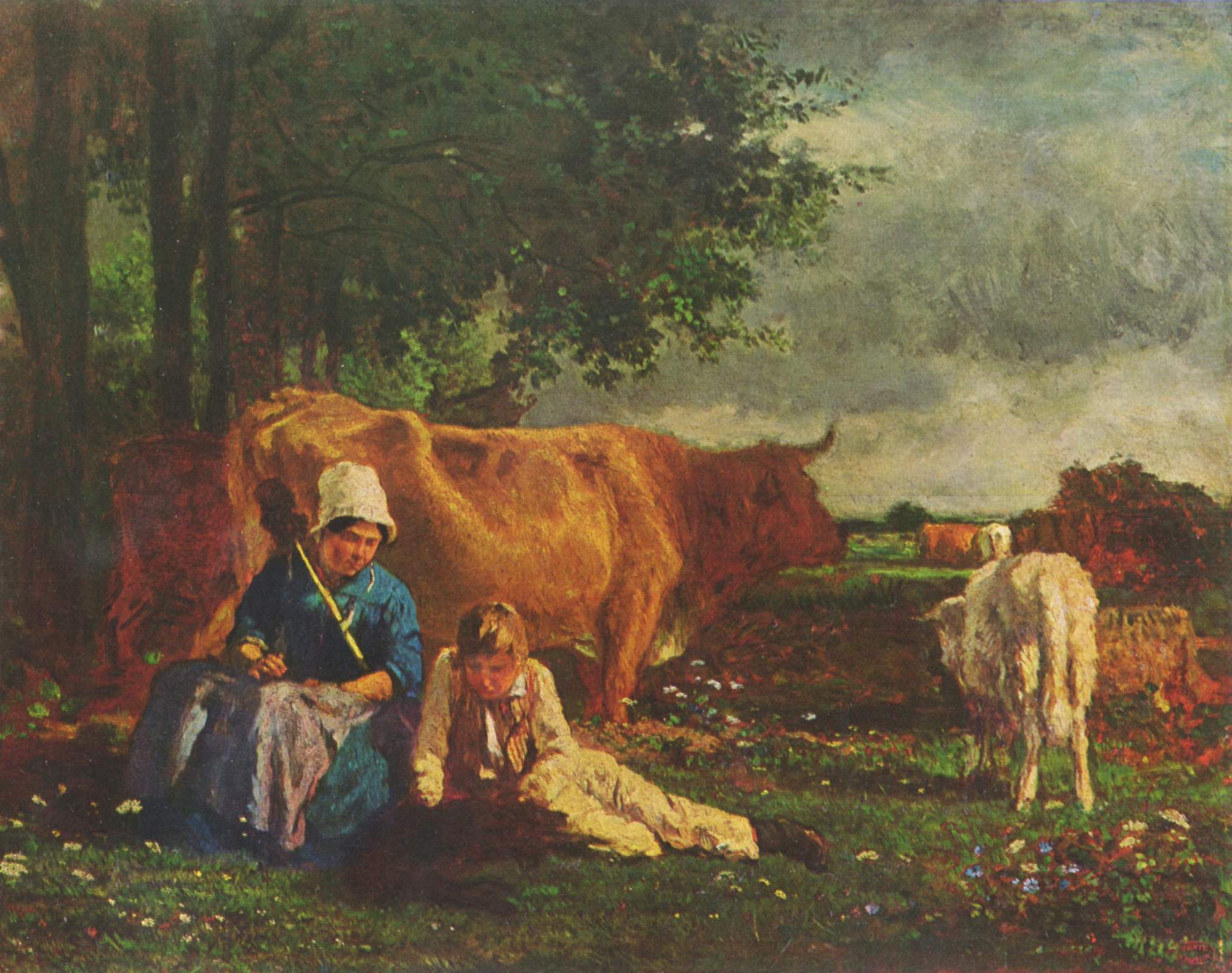
Сцена з тваринами
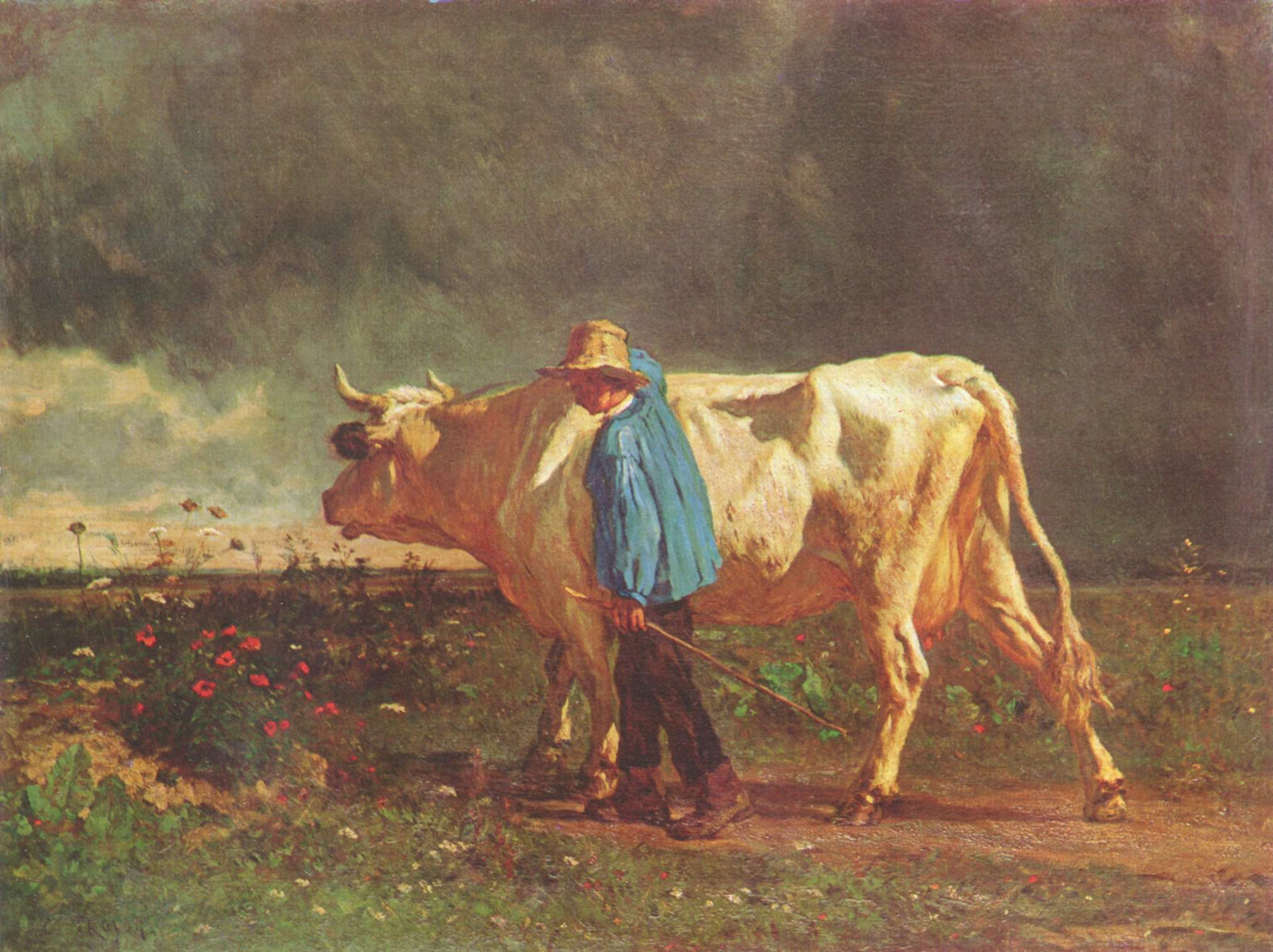
Пастушок
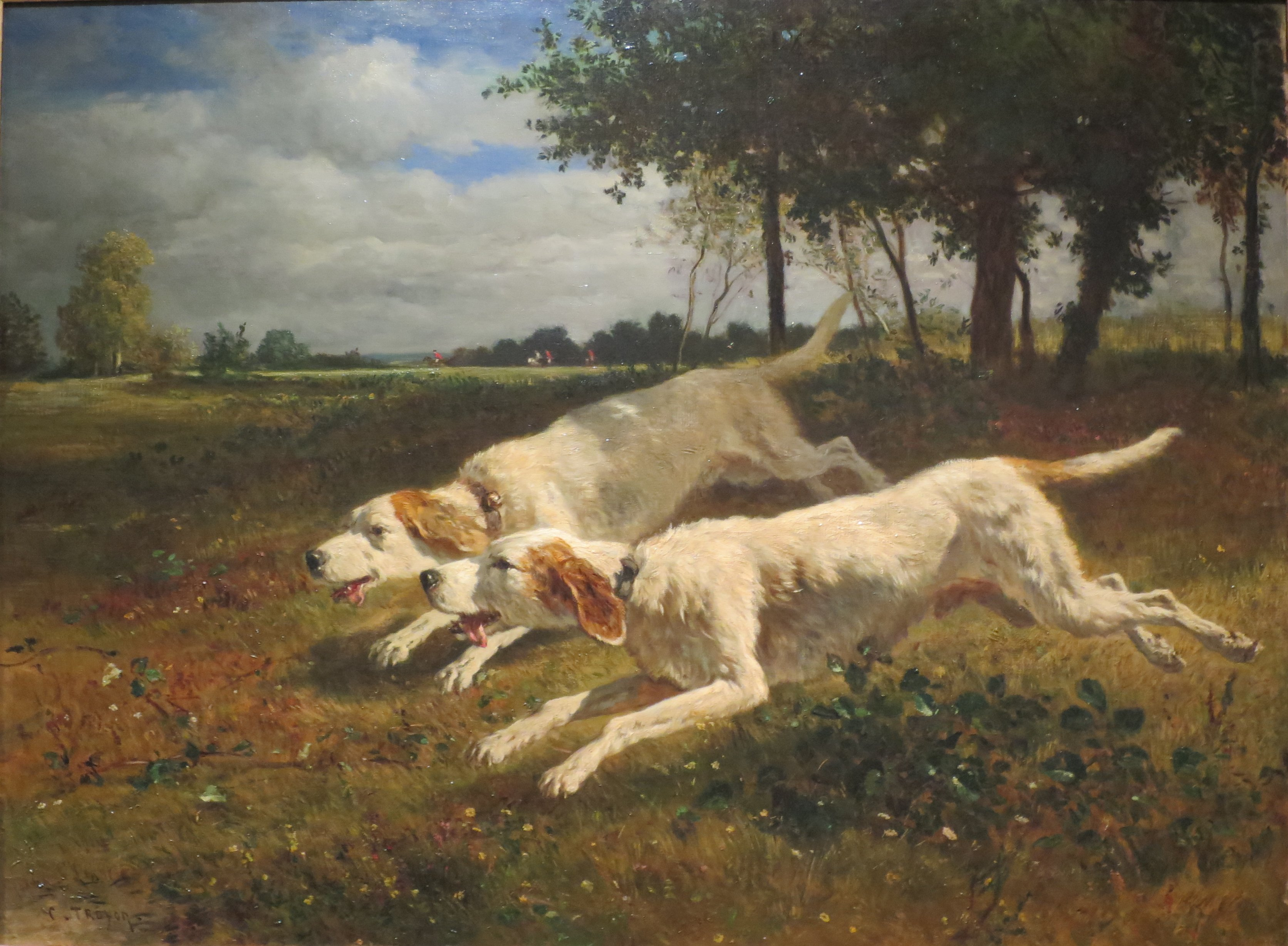
Собаки, що біжать (1853)
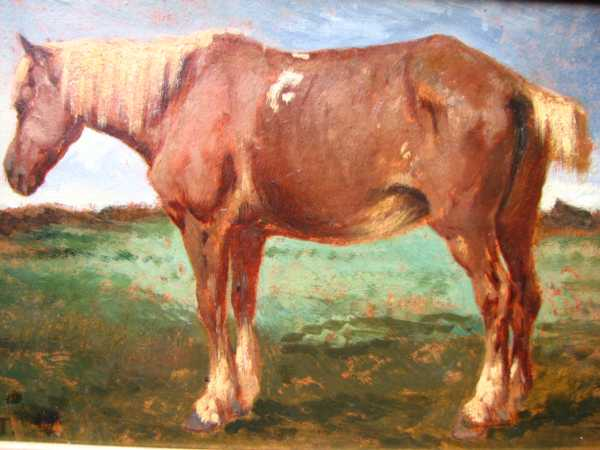
Кінь
По дорозі на базар. 1859. Ермітаж